# Castell de Xarafull
El Castell de Xarafull, es troba a la localitat del mateix nom, a la comarca de la Vall de Cofrents, de la província de València. El castell de Xarafull, es troba protegit des de la promulgació del Decret de 22 d'abril del 1949 de Protecció dels Castells Espanyols i recollit en l'Inventari de Protecció del Patrimoni Cultural Europeu, Secció de Monuments d'Arquitectura Militar, de 1968, com a edifici de tipologia "Castell medieval (CA)". Es tracta d'un Bé d'interès cultural, que com tots els Castells presenta declaració genèrica, amb la categoria de monument, i amb anotació ministerial: R - I- 51-0010937, datada el 4 de desembre de 2002, segons consta en la fitxa BIC de la Direcció General de Patrimoni Artístic de la Generalitat valenciana.
El castell, del qual només queden restes, es troba localitzat al centre del municipi de Xarafull. Es tracta d'un castell medieval d'ús defensiu.

## Descripció històricoartística
Xarafull fou habitada des de l'època ibera, cosa que es posa de manifest en les troballes existents molt a prop de l'actual població. Els autors consideren probable que l'origen de l'assentament on està ubicat el castell siga  romà, fet corroborat en que tots els pobles de la Vall de Cofrents van ser reubicats pels romans, en llocs propers a l'aigua.
El seu origen és musulmà, possiblement construït al segle xii per la pressió cristiana en aquests territoris ho feren imprescindible. En els anys 1243 i 1244 va ser conquistat per les tropes castellanes de l'infant Alfons, posteriorment Alfons X el Savi i per soldats aragonesos manats per Don Joan Sarrià, a les ordres de Jaume I el Conqueridor. Encvara que en un primer moment Xarafull quedà en mans castellanes, pel Tractat del Campillo, any 1281, s'incorporarà definitivament a València. El primer alcaid valencià del castell fou Juan Pérez de Ayerbe. En l'època de la Guerra dels dos Peres, al març de 1366, les tropes castellanes seguint ordres de Pere el Cruel cremaren tot allò que no podien endur-se; d'aquesta manera, el castell de Xarafull va quedar arruïnat. En 1386, Pere IV d'Aragó va ordenar a Aldons d'Aragó, Marquès de Villena i senyor d'aquest castell, que tornés a reparar totes les fortaleses de la Vall.
Ja encetat el segle xvii, en la tardor de 1609, es produeix una revolta dels moriscos a la població, rebel·lant-se contra la seva expulsió; cosa que feu que tant el castell com la resta del poble patiren els rigors de la guerra, encara que el castell no va quedar totalment destruït, ja que l'any 1621, quan el duc de Gandia prenia possessió d'ell, encara servia el castell de Casa del Senyor i de presó de la vila. La ruïna arribà en 1707, en les invasions i saquejos que va patir Xarafull durant la Guerra de Successió Espanyola.
Les restes del castell s'ubiquen a la cimera d'un turó al centre de la població; d'ell, tan sols queda part de la torre de l'homenatge on s'ha instal·lat un panell ceràmic de la ruta dels moriscos; i un llenç de muralla als quals en data posterior es va adossar una ermita de teulada a dues aigües, amb coberta de teula sobre bigam, de sis per sis metres de planta, avui desapareguda. En la plaça d'armes del castell, es va erigir un viacrucis, o calvari amb casalicis que tanquen panells ceràmics amb les respectives estacions.